# Eliminacje do Pucharu Narodów Afryki 2008/Grupa 1
Eliminacje Pucharu Narodów Afryki 2008 odbywały się między 2 września 2006 a 12 października 2007, czyli o miesiąc dłużej niż zaplanowano. Drużyny zostały przydzielone do 11 grup po 4 drużyny w każdej i 1 grupie z 3 drużynami. Do finałów kwalifikowały się 12 zwycięzców grup oraz 3 drużyny z 2. miejsc (z grup 2-11). Z grupy 1 po wycofaniu się Dżibuti szansę na awans miał tylko zwycięzca grupy.

## Drużyny
1. Wybrzeże Kości Słoniowej
2. Gabon
3. Madagaskar
4. Dżibuti

## Tabela
| Drużyna                  | Pkt | M | Z | R | P | Br+ | Br- | +/- |
| ------------------------ | --- | - | - | - | - | --- | --- | --- |
| Wybrzeże Kości Słoniowej | 10  | 4 | 3 | 1 | 0 | 13  | 0   | +13 |
| Gabon                    | 7   | 4 | 2 | 1 | 1 | 6   | 5   | +1  |
| Madagaskar               | 0   | 4 | 0 | 0 | 4 | 0   | 14  | -14 |
| Dżibuti                  | 0   | 0 | 0 | 0 | 0 | 0   | 0   | 0   |

Uwagi:
- Wybrzeże Kości Słoniowej awansowało do Pucharu Narodów Afryki 2008

## Wyniki
| 2 września 2006 | Gabon · Henry Antchouet 40' · Daniel Cousin 67' (k) · Shiva N'Zigou 76' 82' | 4 - 0 | Madagaskar | Stade Omar Bongo, Libreville |
|                 |                                                                             |       |            |                              |

| 8 października 2006 | Wybrzeże Kości Słoniowej · Kolo Touré 10' · Arouna Koné 22' 55' 70' · Aruna Dindane 32' | 5 - 0 | Gabon | Stade Félix Houphouët-Boigny, Abidżan |
|                     |                                                                                         |       |       |                                       |

| 25 marca 2007 13:30 CET | Madagaskar | 0 - 3 | Wybrzeże Kości Słoniowej · Steve Gohouri 29' · Aruna Dindane 35' · Amara Diané 82' | Stade Municipal de Mahamasina, Antananarywa |
|                         |            |       |                                                                                    |                                             |

| 3 czerwca 2007 17:30 CET | Wybrzeże Kości Słoniowej · Salomon Kalou 18' · Arouna Koné 30' 82' · Yaya Touré 48' · Didier Drogba 90' | 5 - 0 | Madagaskar | Stade Bouaké, Bouake |
|                          | |       |            |                      |

| 17 czerwca 2007 13:30 CET | Madagaskar | 0 - 2 | Gabon · Georges Akieremy 20' · Elvis Eva-Kedi 89' | Stade Municipal de Mahamasina, Antananarywa |
|                           |            |       |                                                   |                                             |

| 8 września 2007 17:00 CET | Gabon | 0 - 0 | Wybrzeże Kości Słoniowej | Stade Omar Bongo, Libreville · Sędzia: Jerome Damon ( Południowa Afryka) |
|                           |       |       |                          |                                                                          |